# 小行星5158
小行星5158（英語：5158 Ogarev）是一颗围绕太阳公转的小行星。1976年12月16日，柳德米拉·切爾尼赫在克里米亚发现了此天体。
这颗小行星的绝对星等为340.4167067375703等。